# The Abyss (film 1914)
The Abyss è un cortometraggio muto del 1914 diretto da Thomas Santschi. Prodotto dalla Selig Polyscope Company, aveva come interpreti Thomas Santschi, Bessie Eyton, Joseph P. Hazelton, Harry G. Lonsdale, Grace Hamilton.

## Trama
Il padre di Guy Gordon tenta di separare il figlio da Velma, la donna amata, ma Guy lascia la casa paterna per andare a vivere con lei come fossero marito e moglie. Passa un anno. Il vecchio Gordon si reca dal figlio, rendendosi così conto dell'atmosfera di abiezione in cui vive la coppia. Sentendo i rimproveri che fa Gordon, Velma convince Guy ad andarsene con lei in un altro luogo, fuori dalle tentazioni della civiltà che li ha portati a diventare due alcolizzati.

Guy si innamorerà di una ragazza del luogo nel quale sono andati a vivere: una ragazza semplice, bella e sincera. Ma Velma non accetta di essere abbandonata per un'altra. Mentre insegue Guy dopo che lui ha lasciato la loro capanna, la donna cade dalla scogliera. Guy cerca di salvarla, ma pure lui finisce per precipitare. I due muoiono insieme, come hanno sempre vissuto.

## Produzione
Il film fu prodotto dalla Selig Polyscope Company.

## Distribuzione
Distribuito dalla General Film Company, il film - un cortometraggio in una bobina - uscì nelle sale cinematografiche statunitensi il 9 dicembre 1914.